# Kondus (Fluss)
Der Kondus ist der 27 km lange rechte Quellfluss des Saltoro im pakistanischen Sonderterritorium Gilgit-Baltistan.

## Verlauf
Der Kondus durchquert die Saltoro-Berge im Karakorum. Er hat seinen Ursprung am unteren Ende des Kaberigletschers auf einer Höhe von etwa 3300 m. Er fließt anfangs 12 km in Richtung Südsüdost. Bei der Ortschaft Karmanding trifft der Abfluss des Sherpigang-Gletschers von Osten kommend auf den Kondus. Dieser wendet sich im Anschluss in Richtung Westsüdwest. Bei Flusskilometer 10 befindet sich oberhalb vom rechten Flussufer die Ortschaft Lachat. Unterhalb von Lachat mündet der Abfluss des Lachitgletschers rechtsseitig in den Kondus. Der Kondus fließt auf den letzten Kilometern nach Südwesten und vereinigt sich bei der Ortschaft Dumsum auf einer Höhe von 2696 m mit dem weiter südlich verlaufenden Dansam zum Saltoro. Das Einzugsgebiet des Kondus umfasst etwa 1140 km².